# Lista di asteroidi (791001-792000)
Di seguito una lista di asteroidi dal numero 791001  al 792000 con data di scoperta e scopritore.

## 791001–791100
| Nome   | Designazione provvisoria | Data di scoperta  | Scopritore               |
| ------ | ------------------------ | ----------------- | ------------------------ |
| 791001 | 2019 JQ74                | 3 maggio 2019     | Mount Lemmon Survey      |
| 791002 | 2019 JH77                | 2 maggio 2019     | Pan-STARRS               |
| 791003 | 2019 JQ82                | 7 maggio 2019     | Pan-STARRS               |
| 791004 | 2019 JE83                | 2 maggio 2019     | Pan-STARRS               |
| 791005 | 2019 JC84                | 1 maggio 2019     | Pan-STARRS               |
| 791006 | 2019 JE107               | 8 maggio 2019     | Pan-STARRS               |
| 791007 | 2019 JX120               | 6 maggio 2019     | Pan-STARRS               |
| 791008 | 2019 JR121               | 1 maggio 2019     | Pan-STARRS               |
| 791009 | 2019 KG6                 | 29 maggio 2019    | Pan-STARRS               |
| 791010 | 2019 KA13                | 26 maggio 2019    | Pan-STARRS               |
| 791011 | 2019 KH16                | 17 gennaio 2013   | Pan-STARRS               |
| 791012 | 2019 KO20                | 31 maggio 2019    | Pan-STARRS               |
| 791013 | 2019 KA25                | 25 maggio 2019    | Pan-STARRS               |
| 791014 | 2019 KC29                | 25 maggio 2019    | Pan-STARRS               |
| 791015 | 2019 KC35                | 29 maggio 2019    | Pan-STARRS               |
| 791016 | 2019 KF36                | 14 settembre 2007 | CSS                      |
| 791017 | 2019 KJ38                | 25 maggio 2019    | Pan-STARRS               |
| 791018 | 2019 KO52                | 29 maggio 2019    | Pan-STARRS               |
| 791019 | 2019 KG53                | 26 dicembre 2017  | Pan-STARRS               |
| 791020 | 2019 KC63                | 13 settembre 2007 | Mount Lemmon Survey      |
| 791021 | 2019 KP74                | 14 gennaio 2011   | Mount Lemmon Survey      |
| 791022 | 2019 KZ77                | 25 maggio 2019    | Pan-STARRS               |
| 791023 | 2019 KB79                | 27 maggio 2019    | Pan-STARRS               |
| 791024 | 2019 LM6                 | 1 giugno 2019     | Pan-STARRS               |
| 791025 | 2019 LK14                | 5 dicembre 2008   | Spacewatch               |
| 791026 | 2019 LY14                | 4 giugno 2019     | ZTF                      |
| 791027 | 2019 LG15                | 12 giugno 2019    | Pan-STARRS               |
| 791028 | 2019 LR18                | 8 giugno 2019     | Pan-STARRS               |
| 791029 | 2019 LS18                | 5 marzo 2014      | CTIO-DECam               |
| 791030 | 2019 LM19                | 9 giugno 2019     | Pan-STARRS               |
| 791031 | 2019 LP21                | 2 giugno 2019     | ZTF                      |
| 791032 | 2019 LZ21                | 1 giugno 2019     | Pan-STARRS               |
| 791033 | 2019 LN29                | 18 aprile 2015    | CTIO-DECam               |
| 791034 | 2019 LG30                | 10 giugno 2019    | Pan-STARRS               |
| 791035 | 2019 MB11                | 25 settembre 2011 | Pan-STARRS               |
| 791036 | 2019 MV11                | 30 giugno 2019    | Pan-STARRS               |
| 791037 | 2019 MA12                | 30 giugno 2019    | Pan-STARRS               |
| 791038 | 2019 MB12                | 30 giugno 2019    | Pan-STARRS               |
| 791039 | 2019 MZ12                | 2 giugno 2010     | WISE                     |
| 791040 | 2019 MK13                | 24 giugno 2019    | ZTF                      |
| 791041 | 2019 MM18                | 30 giugno 2019    | Pan-STARRS               |
| 791042 | 2019 MU18                | 25 giugno 2019    | Pan-STARRS               |
| 791043 | 2019 MT24                | 30 giugno 2019    | Pan-STARRS               |
| 791044 | 2019 MD25                | 21 maggio 2014    | Pan-STARRS               |
| 791045 | 2019 ML25                | 23 maggio 2014    | Pan-STARRS               |
| 791046 | 2019 MP25                | 30 giugno 2019    | Pan-STARRS               |
| 791047 | 2019 MU25                | 28 giugno 2019    | Pan-STARRS               |
| 791048 | 2019 MY25                | 29 giugno 2019    | Pan-STARRS               |
| 791049 | 2019 MS27                | 30 giugno 2019    | Pan-STARRS               |
| 791050 | 2019 MV27                | 30 giugno 2019    | Pan-STARRS               |
| 791051 | 2019 MC29                | 25 giugno 2019    | Pan-STARRS               |
| 791052 | 2019 NH9                 | 16 ottobre 2009   | Mount Lemmon Survey      |
| 791053 | 2019 ND24                | 13 luglio 2019    | Pan-STARRS               |
| 791054 | 2019 NC35                | 1 luglio 2019     | Pan-STARRS               |
| 791055 | 2019 NX36                | 23 aprile 2014    | CTIO-DECam               |
| 791056 | 2019 NY36                | 10 luglio 2019    | Pan-STARRS               |
| 791057 | 2019 NF37                | 6 luglio 2019     | Pan-STARRS               |
| 791058 | 2019 NH37                | 1 luglio 2019     | Pan-STARRS               |
| 791059 | 2019 NA38                | 10 luglio 2019    | Pan-STARRS               |
| 791060 | 2019 NC38                | 1 luglio 2019     | Pan-STARRS               |
| 791061 | 2019 NN38                | 4 luglio 2019     | Pan-STARRS 2             |
| 791062 | 2019 NU38                | 4 luglio 2019     | Pan-STARRS               |
| 791063 | 2019 NY38                | 4 luglio 2019     | Pan-STARRS               |
| 791064 | 2019 NN39                | 4 luglio 2019     | Pan-STARRS               |
| 791065 | 2019 NA40                | 29 aprile 2014    | CTIO-DECam               |
| 791066 | 2019 NG40                | 1 luglio 2019     | Pan-STARRS               |
| 791067 | 2019 NC42                | 4 luglio 2019     | Pan-STARRS 2             |
| 791068 | 2019 ND42                | 1 luglio 2019     | Pan-STARRS               |
| 791069 | 2019 NG48                | 1 luglio 2019     | Pan-STARRS               |
| 791070 | 2019 NH48                | 7 luglio 2019     | Pan-STARRS               |
| 791071 | 2019 NL48                | 1 maggio 2016     | CTIO-DECam               |
| 791072 | 2019 NG51                | 6 luglio 2019     | Pan-STARRS               |
| 791073 | 2019 NW51                | 6 luglio 2019     | Pan-STARRS               |
| 791074 | 2019 NF52                | 7 luglio 2019     | D. J. Tholen, C. Crowder |
| 791075 | 2019 NM52                | 18 aprile 2015    | CTIO-DECam               |
| 791076 | 2019 NG53                | 18 aprile 2015    | CTIO-DECam               |
| 791077 | 2019 NL53                | 4 luglio 2019     | Pan-STARRS               |
| 791078 | 2019 NS58                | 6 luglio 2019     | Pan-STARRS               |
| 791079 | 2019 NB59                | 7 luglio 2019     | Pan-STARRS               |
| 791080 | 2019 NK64                | 6 luglio 2019     | Pan-STARRS               |
| 791081 | 2019 NZ64                | 24 aprile 2014    | CTIO-DECam               |
| 791082 | 2019 NT71                | 1 luglio 2019     | Pan-STARRS               |
| 791083 | 2019 NG72                | 4 luglio 2019     | Pan-STARRS               |
| 791084 | 2019 NK74                | 1 luglio 2019     | Pan-STARRS               |
| 791085 | 2019 NT74                | 5 luglio 2019     | Pan-STARRS               |
| 791086 | 2019 NA78                | 1 luglio 2019     | Pan-STARRS               |
| 791087 | 2019 NO78                | 21 marzo 2015     | Pan-STARRS               |
| 791088 | 2019 NV78                | 1 luglio 2019     | Pan-STARRS               |
| 791089 | 2019 NZ78                | 4 settembre 2008  | Spacewatch               |
| 791090 | 2019 NA79                | 3 maggio 2016     | CTIO-DECam               |
| 791091 | 2019 NB79                | 6 luglio 2019     | Pan-STARRS               |
| 791092 | 2019 NJ79                | 1 luglio 2019     | Pan-STARRS               |
| 791093 | 2019 NX82                | 5 luglio 2019     | Pan-STARRS               |
| 791094 | 2019 NT85                | 1 luglio 2019     | Pan-STARRS               |
| 791095 | 2019 NX91                | 1 maggio 2016     | CTIO-DECam               |
| 791096 | 2019 NP95                | 4 luglio 2019     | Pan-STARRS               |
| 791097 | 2019 NO96                | 4 luglio 2019     | ZTF                      |
| 791098 | 2019 NU113               | 4 luglio 2019     | Pan-STARRS               |
| 791099 | 2019 NY115               | 4 luglio 2019     | Pan-STARRS               |
| 791100 | 2019 NW116               | 6 luglio 2019     | CTIO-DECam               |

## 791101–791200
| Nome   | Designazione provvisoria | Data di scoperta  | Scopritore            |
| ------ | ------------------------ | ----------------- | --------------------- |
| 791101 | 2019 NT118               | 7 luglio 2019     | Pan-STARRS            |
| 791102 | 2019 OV11                | 26 luglio 2019    | Pan-STARRS            |
| 791103 | 2019 OE21                | 20 settembre 2015 | CSS                   |
| 791104 | 2019 OA24                | 11 luglio 2010    | WISE                  |
| 791105 | 2019 OD24                | 30 luglio 2019    | Pan-STARRS 2          |
| 791106 | 2019 OR26                | 29 luglio 2019    | Pan-STARRS 2          |
| 791107 | 2019 OS26                | 17 aprile 2015    | CTIO-DECam            |
| 791108 | 2019 OW27                | 29 luglio 2019    | Pan-STARRS 2          |
| 791109 | 2019 OT28                | 26 luglio 2019    | Pan-STARRS            |
| 791110 | 2019 OA32                | 28 luglio 2019    | Pan-STARRS 2          |
| 791111 | 2019 OB32                | 28 luglio 2019    | Pan-STARRS            |
| 791112 | 2019 OX33                | 26 luglio 2019    | Pan-STARRS            |
| 791113 | 2019 OC34                | 29 aprile 2014    | Pan-STARRS            |
| 791114 | 2019 OL36                | 1 maggio 2016     | CTIO-DECam            |
| 791115 | 2019 OY36                | 28 luglio 2019    | Pan-STARRS            |
| 791116 | 2019 OJ37                | 25 luglio 2019    | Pan-STARRS            |
| 791117 | 2019 OW37                | 9 febbraio 2013   | Pan-STARRS            |
| 791118 | 2019 OZ38                | 26 luglio 2019    | Pan-STARRS            |
| 791119 | 2019 OC39                | 1 luglio 2019     | Pan-STARRS            |
| 791120 | 2019 OW39                | 28 luglio 2019    | Pan-STARRS            |
| 791121 | 2019 OA40                | 18 aprile 2015    | CTIO-DECam            |
| 791122 | 2019 OP41                | 25 aprile 2014    | Mount Lemmon Survey   |
| 791123 | 2019 OA46                | 25 luglio 2019    | Pan-STARRS            |
| 791124 | 2019 PW10                | 5 maggio 2014     | Pan-STARRS            |
| 791125 | 2019 PZ17                | 9 agosto 2019     | Pan-STARRS 2          |
| 791126 | 2019 PO32                | 12 agosto 2019    | Pan-STARRS            |
| 791127 | 2019 PR32                | 5 agosto 2019     | Pan-STARRS            |
| 791128 | 2019 PD34                | 8 agosto 2019     | Pan-STARRS            |
| 791129 | 2019 PG35                | 5 agosto 2019     | Pan-STARRS            |
| 791130 | 2019 PV35                | 7 agosto 2019     | Pan-STARRS 2          |
| 791131 | 2019 PL36                | 5 agosto 2019     | Pan-STARRS            |
| 791132 | 2019 PR41                | 25 settembre 2009 | Spacewatch            |
| 791133 | 2019 PS41                | 30 aprile 2016    | Pan-STARRS            |
| 791134 | 2019 PJ45                | 8 agosto 2019     | Pan-STARRS            |
| 791135 | 2019 PO45                | 18 aprile 2015    | CTIO-DECam            |
| 791136 | 2019 PP51                | 8 agosto 2019     | Pan-STARRS            |
| 791137 | 2019 PH56                | 6 agosto 2019     | M. Altmann, T. Prusti |
| 791138 | 2019 PP61                | 5 agosto 2019     | Pan-STARRS            |
| 791139 | 2019 PN67                | 8 luglio 2018     | Pan-STARRS            |
| 791140 | 2019 PS67                | 8 agosto 2019     | Pan-STARRS            |
| 791141 | 2019 PB68                | 8 agosto 2019     | Pan-STARRS            |
| 791142 | 2019 PF68                | 5 agosto 2019     | Pan-STARRS            |
| 791143 | 2019 PL68                | 12 agosto 2019    | Pan-STARRS            |
| 791144 | 2019 PP68                | 18 aprile 2015    | CTIO-DECam            |
| 791145 | 2019 PR68                | 9 agosto 2019     | Pan-STARRS            |
| 791146 | 2019 PT68                | 9 agosto 2019     | Pan-STARRS            |
| 791147 | 2019 PV68                | 7 agosto 2019     | Pan-STARRS            |
| 791148 | 2019 PO69                | 2 gennaio 2017    | Pan-STARRS            |
| 791149 | 2019 PD70                | 3 gennaio 2017    | Pan-STARRS            |
| 791150 | 2019 PN70                | 18 aprile 2015    | CTIO-DECam            |
| 791151 | 2019 PT70                | 8 agosto 2019     | Pan-STARRS            |
| 791152 | 2019 PC71                | 5 agosto 2019     | Pan-STARRS            |
| 791153 | 2019 PH71                | 4 agosto 2019     | Pan-STARRS            |
| 791154 | 2019 PN71                | 8 agosto 2019     | Pan-STARRS            |
| 791155 | 2019 PK76                | 8 agosto 2019     | Pan-STARRS            |
| 791156 | 2019 PU83                | 8 agosto 2019     | Pan-STARRS 2          |
| 791157 | 2019 PY88                | 9 agosto 2019     | Pan-STARRS            |
| 791158 | 2019 PZ88                | 9 agosto 2019     | Pan-STARRS            |
| 791159 | 2019 PB95                | 8 agosto 2019     | Pan-STARRS            |
| 791160 | 2019 PX97                | 8 agosto 2019     | Pan-STARRS 2          |
| 791161 | 2019 QY2                 | 27 gennaio 2017   | Pan-STARRS            |
| 791162 | 2019 QW6                 | 21 settembre 2006 | CSS                   |
| 791163 | 2019 QX10                | 7 maggio 2014     | Pan-STARRS            |
| 791164 | 2019 QE14                | 27 agosto 2019    | Mount Lemmon Survey   |
| 791165 | 2019 QE19                | 27 agosto 2019    | Mount Lemmon Survey   |
| 791166 | 2019 QU30                | 25 agosto 2019    | Pan-STARRS 2          |
| 791167 | 2019 QA31                | 21 agosto 2019    | Mount Lemmon Survey   |
| 791168 | 2019 QN31                | 27 agosto 2019    | Mount Lemmon Survey   |
| 791169 | 2019 QB32                | 27 agosto 2019    | Mount Lemmon Survey   |
| 791170 | 2019 QT32                | 27 agosto 2019    | Mount Lemmon Survey   |
| 791171 | 2019 QD33                | 28 agosto 2019    | ESA OGS               |
| 791172 | 2019 QR44                | 14 febbraio 2013  | Pan-STARRS            |
| 791173 | 2019 QS49                | 21 agosto 2019    | Mount Lemmon Survey   |
| 791174 | 2019 QW49                | 23 agosto 2019    | Pan-STARRS            |
| 791175 | 2019 QB50                | 23 agosto 2019    | Pan-STARRS 2          |
| 791176 | 2019 QH50                | 27 agosto 2019    | Mount Lemmon Survey   |
| 791177 | 2019 QO57                | 27 agosto 2019    | Mount Lemmon Survey   |
| 791178 | 2019 QM66                | 29 agosto 2019    | Pan-STARRS            |
| 791179 | 2019 QM72                | 26 agosto 2019    | Pan-STARRS 2          |
| 791180 | 2019 QO74                | 28 agosto 2019    | Pan-STARRS            |
| 791181 | 2019 QZ76                | 13 gennaio 2016   | Pan-STARRS            |
| 791182 | 2019 QO79                | 24 agosto 2019    | Pan-STARRS            |
| 791183 | 2019 QW79                | 31 agosto 2019    | Pan-STARRS            |
| 791184 | 2019 QO94                | 14 febbraio 2012  | Pan-STARRS            |
| 791185 | 2019 QK115               | 28 agosto 2019    | Pan-STARRS            |
| 791186 | 2019 QM115               | 29 agosto 2019    | Pan-STARRS            |
| 791187 | 2019 RK19                | 14 luglio 2013    | Pan-STARRS            |
| 791188 | 2019 RJ20                | 4 settembre 2019  | Mount Lemmon Survey   |
| 791189 | 2019 RO22                | 4 dicembre 2015   | Spacewatch            |
| 791190 | 2019 RN28                | 4 settembre 2019  | Mount Lemmon Survey   |
| 791191 | 2019 RO28                | 7 settembre 2019  | Mount Lemmon Survey   |
| 791192 | 2019 RP28                | 6 settembre 2019  | Pan-STARRS            |
| 791193 | 2019 RX28                | 5 settembre 2019  | Mount Lemmon Survey   |
| 791194 | 2019 RB29                | 6 settembre 2019  | Pan-STARRS            |
| 791195 | 2019 RK29                | 4 settembre 2019  | Mount Lemmon Survey   |
| 791196 | 2019 RE30                | 4 settembre 2019  | Pan-STARRS            |
| 791197 | 2019 RG30                | 6 settembre 2019  | Pan-STARRS            |
| 791198 | 2019 RM30                | 6 settembre 2019  | Pan-STARRS            |
| 791199 | 2019 RF31                | 3 settembre 2019  | Mount Lemmon Survey   |
| 791200 | 2019 RY32                | 6 settembre 2019  | Pan-STARRS            |

## 791201–791300
| Nome   | Designazione provvisoria | Data di scoperta  | Scopritore          |
| ------ | ------------------------ | ----------------- | ------------------- |
| 791201 | 2019 RL33                | 10 settembre 2019 | Pan-STARRS          |
| 791202 | 2019 RM33                | 6 settembre 2019  | Pan-STARRS          |
| 791203 | 2019 RF34                | 4 settembre 2019  | Pan-STARRS          |
| 791204 | 2019 RT42                | 28 agosto 2014    | Pan-STARRS          |
| 791205 | 2019 RE43                | 6 settembre 2019  | Pan-STARRS          |
| 791206 | 2019 RS48                | 6 settembre 2019  | Pan-STARRS          |
| 791207 | 2019 RT48                | 6 settembre 2019  | Pan-STARRS          |
| 791208 | 2019 RY48                | 13 aprile 2010    | WISE                |
| 791209 | 2019 RP54                | 16 novembre 2006  | Spacewatch          |
| 791210 | 2019 RH56                | 18 agosto 2006    | Spacewatch          |
| 791211 | 2019 RO57                | 5 settembre 2019  | Mount Lemmon Survey |
| 791212 | 2019 RV58                | 4 settembre 2019  | Pan-STARRS          |
| 791213 | 2019 RP59                | 4 settembre 2019  | Mount Lemmon Survey |
| 791214 | 2019 RF61                | 6 settembre 2019  | Pan-STARRS          |
| 791215 | 2019 RO62                | 6 settembre 2019  | Pan-STARRS          |
| 791216 | 2019 RZ62                | 4 settembre 2019  | Mount Lemmon Survey |
| 791217 | 2019 RE63                | 6 settembre 2019  | Pan-STARRS          |
| 791218 | 2019 RZ72                | 4 settembre 2019  | Mount Lemmon Survey |
| 791219 | 2019 RD77                | 6 settembre 2019  | Mount Lemmon Survey |
| 791220 | 2019 RA84                | 6 settembre 2019  | Pan-STARRS          |
| 791221 | 2019 RO85                | 7 settembre 2019  | Mount Lemmon Survey |
| 791222 | 2019 RU89                | 14 dicembre 2015  | Pan-STARRS          |
| 791223 | 2019 SV4                 | 26 settembre 2019 | ATLAS               |
| 791224 | 2019 SU17                | 16 aprile 2013    | CTIO-DECam          |
| 791225 | 2019 SU18                | 24 settembre 2019 | Pan-STARRS          |
| 791226 | 2019 SE22                | 23 settembre 2014 | Pan-STARRS          |
| 791227 | 2019 SU24                | 21 febbraio 2017  | Pan-STARRS          |
| 791228 | 2019 SF26                | 24 dicembre 2016  | Pan-STARRS          |
| 791229 | 2019 SC38                | 22 settembre 2019 | Mount Lemmon Survey |
| 791230 | 2019 SF49                | 28 settembre 2019 | Mount Lemmon Survey |
| 791231 | 2019 SK52                | 25 settembre 2019 | Pan-STARRS          |
| 791232 | 2019 SM59                | 19 settembre 2019 | Pan-STARRS          |
| 791233 | 2019 SN61                | 27 settembre 2019 | Pan-STARRS          |
| 791234 | 2019 SB65                | 26 settembre 2006 | Spacewatch          |
| 791235 | 2019 SK65                | 22 settembre 2019 | Mount Lemmon Survey |
| 791236 | 2019 SD66                | 20 settembre 2019 | Mount Lemmon Survey |
| 791237 | 2019 SJ70                | 30 settembre 2019 | Pan-STARRS          |
| 791238 | 2019 SL72                | 19 gennaio 2015   | Mount Lemmon Survey |
| 791239 | 2019 SW79                | 28 settembre 2019 | Mount Lemmon Survey |
| 791240 | 2019 SJ80                | 18 novembre 2014  | Pan-STARRS          |
| 791241 | 2019 SJ82                | 27 settembre 2019 | Pan-STARRS          |
| 791242 | 2019 SQ82                | 25 settembre 2019 | Pan-STARRS          |
| 791243 | 2019 SW82                | 30 settembre 2019 | Pan-STARRS          |
| 791244 | 2019 SA83                | 20 settembre 2019 | Mount Lemmon Survey |
| 791245 | 2019 SB83                | 30 settembre 2019 | Mount Lemmon Survey |
| 791246 | 2019 SD83                | 28 settembre 2019 | Mount Lemmon Survey |
| 791247 | 2019 SK83                | 22 settembre 2019 | Mount Lemmon Survey |
| 791248 | 2019 SL83                | 27 settembre 2019 | Pan-STARRS          |
| 791249 | 2019 SN83                | 29 settembre 2019 | Pan-STARRS          |
| 791250 | 2019 ST83                | 25 settembre 2019 | Pan-STARRS          |
| 791251 | 2019 SB84                | 24 settembre 2019 | Pan-STARRS          |
| 791252 | 2019 SJ84                | 24 settembre 2019 | Pan-STARRS          |
| 791253 | 2019 SK84                | 19 settembre 2019 | Pan-STARRS          |
| 791254 | 2019 ST84                | 28 settembre 2019 | Mount Lemmon Survey |
| 791255 | 2019 SU84                | 29 settembre 2019 | Pan-STARRS          |
| 791256 | 2019 SX84                | 29 settembre 2019 | Pan-STARRS          |
| 791257 | 2019 SF85                | 22 settembre 2019 | Mount Lemmon Survey |
| 791258 | 2019 SH85                | 20 settembre 2019 | Mount Lemmon Survey |
| 791259 | 2019 SU85                | 24 settembre 2019 | Pan-STARRS          |
| 791260 | 2019 SV85                | 25 settembre 2019 | Pan-STARRS          |
| 791261 | 2019 SD86                | 26 settembre 2019 | Pan-STARRS          |
| 791262 | 2019 SG86                | 28 settembre 2019 | Mount Lemmon Survey |
| 791263 | 2019 SB87                | 28 settembre 2019 | Mount Lemmon Survey |
| 791264 | 2019 SA88                | 30 settembre 2019 | Pan-STARRS          |
| 791265 | 2019 SP88                | 27 settembre 2019 | Pan-STARRS          |
| 791266 | 2019 SY88                | 29 settembre 2019 | Pan-STARRS          |
| 791267 | 2019 SV89                | 24 settembre 2019 | Pan-STARRS          |
| 791268 | 2019 SZ91                | 24 settembre 2019 | Pan-STARRS          |
| 791269 | 2019 SB92                | 24 settembre 2019 | Pan-STARRS          |
| 791270 | 2019 SM92                | 22 settembre 2019 | Mount Lemmon Survey |
| 791271 | 2019 SN95                | 11 febbraio 2016  | Pan-STARRS          |
| 791272 | 2019 SP95                | 11 ottobre 2010   | Mount Lemmon Survey |
| 791273 | 2019 SF98                | 7 marzo 2016      | Pan-STARRS          |
| 791274 | 2019 SB105               | 11 gennaio 2010   | Spacewatch          |
| 791275 | 2019 SF105               | 30 settembre 2019 | Mount Lemmon Survey |
| 791276 | 2019 SJ106               | 24 settembre 2019 | Pan-STARRS          |
| 791277 | 2019 SW109               | 28 settembre 2019 | Mount Lemmon Survey |
| 791278 | 2019 SH118               | 30 gennaio 2017   | Mount Lemmon Survey |
| 791279 | 2019 SK121               | 27 gennaio 2004   | Spacewatch          |
| 791280 | 2019 SX136               | 30 settembre 2019 | Mount Lemmon Survey |
| 791281 | 2019 SY136               | 4 febbraio 2009   | Mount Lemmon Survey |
| 791282 | 2019 SD144               | 28 settembre 2019 | Mount Lemmon Survey |
| 791283 | 2019 SZ148               | 26 settembre 2019 | Pan-STARRS          |
| 791284 | 2019 SG149               | 30 settembre 2019 | Mount Lemmon Survey |
| 791285 | 2019 SZ149               | 27 settembre 2019 | Pan-STARRS          |
| 791286 | 2019 SW151               | 28 settembre 2019 | Mount Lemmon Survey |
| 791287 | 2019 SK155               | 30 settembre 2019 | Mount Lemmon Survey |
| 791288 | 2019 SS155               | 25 settembre 2019 | Mount Lemmon Survey |
| 791289 | 2019 SE156               | 28 settembre 2019 | Mount Lemmon Survey |
| 791290 | 2019 SF158               | 30 novembre 2003  | Spacewatch          |
| 791291 | 2019 SJ166               | 24 settembre 2019 | Pan-STARRS          |
| 791292 | 2019 SR166               | 30 settembre 2019 | Mount Lemmon Survey |
| 791293 | 2019 SF167               | 30 settembre 2019 | Mount Lemmon Survey |
| 791294 | 2019 SF174               | 2 novembre 2007   | Mount Lemmon Survey |
| 791295 | 2019 SJ174               | 26 settembre 2019 | Pan-STARRS          |
| 791296 | 2019 SM177               | 28 gennaio 2017   | Pan-STARRS          |
| 791297 | 2019 ST177               | 8 luglio 2014     | Pan-STARRS          |
| 791298 | 2019 SU177               | 18 aprile 2015    | CTIO-DECam          |
| 791299 | 2019 SG178               | 27 settembre 2019 | Pan-STARRS          |
| 791300 | 2019 SA179               | 28 settembre 2019 | Mount Lemmon Survey |

## 791301–791400
| Nome   | Designazione provvisoria | Data di scoperta  | Scopritore          |
| ------ | ------------------------ | ----------------- | ------------------- |
| 791301 | 2019 SG179               | 24 settembre 2019 | Pan-STARRS          |
| 791302 | 2019 SU179               | 26 settembre 2019 | Pan-STARRS          |
| 791303 | 2019 SJ184               | 24 settembre 2019 | Pan-STARRS          |
| 791304 | 2019 SO185               | 26 settembre 2019 | Pan-STARRS          |
| 791305 | 2019 SP185               | 28 settembre 2019 | Pan-STARRS          |
| 791306 | 2019 ST185               | 24 settembre 2019 | Pan-STARRS          |
| 791307 | 2019 SC186               | 22 settembre 2019 | Pan-STARRS          |
| 791308 | 2019 SD186               | 12 luglio 2013    | Pan-STARRS          |
| 791309 | 2019 SA187               | 26 settembre 2019 | Pan-STARRS          |
| 791310 | 2019 ST189               | 1 aprile 2017     | Pan-STARRS          |
| 791311 | 2019 SA190               | 20 settembre 2019 | Mount Lemmon Survey |
| 791312 | 2019 SV190               | 20 marzo 2017     | Mount Lemmon Survey |
| 791313 | 2019 SL194               | 8 dicembre 2015   | Mount Lemmon Survey |
| 791314 | 2019 SS204               | 26 settembre 2019 | Pan-STARRS          |
| 791315 | 2019 SN205               | 27 settembre 2019 | Pan-STARRS          |
| 791316 | 2019 SV216               | 29 ottobre 2014   | Pan-STARRS          |
| 791317 | 2019 SR218               | 16 settembre 2009 | Mount Lemmon Survey |
| 791318 | 2019 SL221               | 30 settembre 2019 | Mount Lemmon Survey |
| 791319 | 2019 SU231               | 30 settembre 2019 | Mount Lemmon Survey |
| 791320 | 2019 SO238               | 20 settembre 2019 | Mount Lemmon Survey |
| 791321 | 2019 SX246               | 27 settembre 2019 | Pan-STARRS          |
| 791322 | 2019 SB251               | 20 settembre 2019 | Mount Lemmon Survey |
| 791323 | 2019 SN270               | 24 settembre 2019 | Pan-STARRS          |
| 791324 | 2019 TP9                 | 5 ottobre 2019    | Pan-STARRS 2        |
| 791325 | 2019 TQ9                 | 3 dicembre 2015   | Pan-STARRS          |
| 791326 | 2019 TU9                 | 16 ottobre 2015   | Mount Lemmon Survey |
| 791327 | 2019 TF14                | 8 ottobre 2019    | Mount Lemmon Survey |
| 791328 | 2019 TH15                | 8 ottobre 2019    | Mount Lemmon Survey |
| 791329 | 2019 TV15                | 22 novembre 2006  | Spacewatch          |
| 791330 | 2019 TQ20                | 5 ottobre 2019    | Pan-STARRS 2        |
| 791331 | 2019 TW25                | 22 ottobre 2014   | Mount Lemmon Survey |
| 791332 | 2019 TW30                | 6 ottobre 2019    | Pan-STARRS          |
| 791333 | 2019 TO32                | 7 ottobre 2019    | Mount Lemmon Survey |
| 791334 | 2019 TH34                | 5 ottobre 2019    | Pan-STARRS          |
| 791335 | 2019 TK34                | 5 ottobre 2019    | Pan-STARRS          |
| 791336 | 2019 TM34                | 9 ottobre 2019    | Pan-STARRS          |
| 791337 | 2019 TU34                | 7 ottobre 2019    | Pan-STARRS          |
| 791338 | 2019 TV34                | 5 ottobre 2019    | Pan-STARRS 2        |
| 791339 | 2019 TL35                | 5 ottobre 2019    | Pan-STARRS          |
| 791340 | 2019 TM35                | 5 ottobre 2019    | Pan-STARRS          |
| 791341 | 2019 TP35                | 5 ottobre 2019    | Pan-STARRS          |
| 791342 | 2019 TW35                | 8 ottobre 2019    | Pan-STARRS          |
| 791343 | 2019 TG36                | 8 ottobre 2019    | Pan-STARRS          |
| 791344 | 2019 TK36                | 8 ottobre 2019    | Mount Lemmon Survey |
| 791345 | 2019 TF37                | 5 ottobre 2019    | Pan-STARRS          |
| 791346 | 2019 TK37                | 10 ottobre 2019   | Mount Lemmon Survey |
| 791347 | 2019 TW38                | 20 aprile 2017    | Pan-STARRS          |
| 791348 | 2019 TR40                | 7 ottobre 2019    | Pan-STARRS          |
| 791349 | 2019 TZ40                | 5 ottobre 2019    | Pan-STARRS          |
| 791350 | 2019 TO42                | 21 gennaio 2012   | Spacewatch          |
| 791351 | 2019 TN43                | 6 ottobre 2019    | Pan-STARRS          |
| 791352 | 2019 TY45                | 8 ottobre 2019    | Mount Lemmon Survey |
| 791353 | 2019 TV51                | 2 gennaio 2016    | Mount Lemmon Survey |
| 791354 | 2019 TL52                | 7 febbraio 2011   | Mount Lemmon Survey |
| 791355 | 2019 TH66                | 5 ottobre 2019    | Pan-STARRS          |
| 791356 | 2019 TV66                | 8 ottobre 2019    | Pan-STARRS          |
| 791357 | 2019 TY66                | 7 ottobre 2019    | Mount Lemmon Survey |
| 791358 | 2019 TH67                | 8 ottobre 2019    | Mount Lemmon Survey |
| 791359 | 2019 TQ72                | 11 gennaio 2016   | Pan-STARRS          |
| 791360 | 2019 TG74                | 7 ottobre 2019    | Mount Lemmon Survey |
| 791361 | 2019 TG76                | 3 ottobre 2019    | Mount Lemmon Survey |
| 791362 | 2019 TJ77                | 5 ottobre 2019    | Pan-STARRS 2        |
| 791363 | 2019 TK77                | 31 agosto 2014    | Pan-STARRS          |
| 791364 | 2019 TZ77                | 5 ottobre 2019    | Pan-STARRS 2        |
| 791365 | 2019 TY78                | 10 ottobre 2019   | Mount Lemmon Survey |
| 791366 | 2019 TP79                | 8 ottobre 2019    | Mount Lemmon Survey |
| 791367 | 2019 TD80                | 6 maggio 2014     | Pan-STARRS          |
| 791368 | 2019 TZ80                | 5 ottobre 2019    | Pan-STARRS          |
| 791369 | 2019 TA82                | 3 ottobre 2019    | Mount Lemmon Survey |
| 791370 | 2019 TM83                | 29 settembre 2019 | Mount Lemmon Survey |
| 791371 | 2019 TV84                | 1 ottobre 2019    | Mount Lemmon Survey |
| 791372 | 2019 TR89                | 5 ottobre 2019    | Pan-STARRS 2        |
| 791373 | 2019 TB94                | 8 gennaio 2011    | Mount Lemmon Survey |
| 791374 | 2019 TX94                | 8 ottobre 2019    | Mount Lemmon Survey |
| 791375 | 2019 TC98                | 1 ottobre 2014    | Pan-STARRS          |
| 791376 | 2019 UB15                | 1 settembre 2013  | Mount Lemmon Survey |
| 791377 | 2019 UE19                | 23 ottobre 2019   | Pan-STARRS          |
| 791378 | 2019 UB20                | 8 maggio 2013     | Pan-STARRS          |
| 791379 | 2019 UP20                | 9 ottobre 2019    | Mount Lemmon Survey |
| 791380 | 2019 UE21                | 24 ottobre 2019   | Mount Lemmon Survey |
| 791381 | 2019 UU22                | 27 aprile 2012    | Pan-STARRS          |
| 791382 | 2019 UK23                | 29 dicembre 2011  | Mount Lemmon Survey |
| 791383 | 2019 UY23                | 24 ottobre 2019   | Pan-STARRS          |
| 791384 | 2019 UY24                | 29 ottobre 2005   | Spacewatch          |
| 791385 | 2019 UU31                | 24 ottobre 2019   | Mount Lemmon Survey |
| 791386 | 2019 UX31                | 1 ottobre 2010    | Mount Lemmon Survey |
| 791387 | 2019 UW32                | 27 ottobre 2019   | Pan-STARRS 2        |
| 791388 | 2019 UL33                | 24 ottobre 2019   | Pan-STARRS          |
| 791389 | 2019 UM33                | 24 ottobre 2019   | Pan-STARRS          |
| 791390 | 2019 UN33                | 23 ottobre 2019   | Mount Lemmon Survey |
| 791391 | 2019 UW33                | 24 ottobre 2019   | Pan-STARRS          |
| 791392 | 2019 UX33                | 24 ottobre 2019   | Pan-STARRS          |
| 791393 | 2019 UY33                | 31 marzo 2016     | Pan-STARRS          |
| 791394 | 2019 UB34                | 24 ottobre 2019   | Mount Lemmon Survey |
| 791395 | 2019 UE34                | 3 aprile 2016     | Pan-STARRS          |
| 791396 | 2019 UJ34                | 23 ottobre 2019   | Mount Lemmon Survey |
| 791397 | 2019 UL34                | 20 ottobre 2019   | Mount Lemmon Survey |
| 791398 | 2019 UP34                | 27 ottobre 2019   | Pan-STARRS          |
| 791399 | 2019 UZ34                | 26 ottobre 2019   | Pan-STARRS          |
| 791400 | 2019 UB35                | 23 ottobre 2019   | Mount Lemmon Survey |

## 791401–791500
| Nome   | Designazione provvisoria | Data di scoperta | Scopritore          |
| ------ | ------------------------ | ---------------- | ------------------- |
| 791401 | 2019 UG35                | 24 ottobre 2019  | Mount Lemmon Survey |
| 791402 | 2019 UV35                | 24 ottobre 2019  | Mount Lemmon Survey |
| 791403 | 2019 UG36                | 25 ottobre 2019  | Pan-STARRS          |
| 791404 | 2019 UK36                | 23 ottobre 2019  | Pan-STARRS          |
| 791405 | 2019 UR36                | 26 ottobre 2019  | Pan-STARRS          |
| 791406 | 2019 US37                | 23 ottobre 2019  | Pan-STARRS          |
| 791407 | 2019 UU37                | 24 ottobre 2019  | Pan-STARRS          |
| 791408 | 2019 UZ37                | 26 ottobre 2019  | Mount Lemmon Survey |
| 791409 | 2019 UG40                | 30 aprile 2006   | Spacewatch          |
| 791410 | 2019 UL48                | 24 ottobre 2019  | Mount Lemmon Survey |
| 791411 | 2019 UP48                | 24 ottobre 2019  | Pan-STARRS          |
| 791412 | 2019 UW51                | 23 ottobre 2019  | Pan-STARRS          |
| 791413 | 2019 UV52                | 24 ottobre 2019  | Pan-STARRS          |
| 791414 | 2019 UL56                | 18 dicembre 2015 | Mount Lemmon Survey |
| 791415 | 2019 UN57                | 27 maggio 2014   | Pan-STARRS          |
| 791416 | 2019 UK58                | 13 luglio 2013   | Pan-STARRS          |
| 791417 | 2019 UF59                | 3 febbraio 2016  | Mount Lemmon Survey |
| 791418 | 2019 UM60                | 22 ottobre 2019  | Mount Lemmon Survey |
| 791419 | 2019 UZ60                | 23 ottobre 2019  | Mount Lemmon Survey |
| 791420 | 2019 UL61                | 24 ottobre 2019  | Mount Lemmon Survey |
| 791421 | 2019 UP61                | 12 luglio 2018   | Pan-STARRS          |
| 791422 | 2019 UK66                | 24 ottobre 2019  | Pan-STARRS          |
| 791423 | 2019 UK67                | 8 dicembre 2015  | Pan-STARRS          |
| 791424 | 2019 UR69                | 14 gennaio 2016  | Pan-STARRS          |
| 791425 | 2019 UJ73                | 7 marzo 2017     | Pan-STARRS          |
| 791426 | 2019 UT83                | 22 ottobre 2019  | Mount Lemmon Survey |
| 791427 | 2019 UF87                | 24 ottobre 2019  | Pan-STARRS          |
| 791428 | 2019 UW92                | 23 ottobre 2019  | Mount Lemmon Survey |
| 791429 | 2019 UN94                | 24 ottobre 2019  | Mount Lemmon Survey |
| 791430 | 2019 UO96                | 2 gennaio 2011   | Mount Lemmon Survey |
| 791431 | 2019 US97                | 24 ottobre 2019  | Pan-STARRS 2        |
| 791432 | 2019 UR100               | 21 ottobre 2019  | Mount Lemmon Survey |
| 791433 | 2019 UJ101               | 22 ottobre 2019  | Mount Lemmon Survey |
| 791434 | 2019 UN101               | 23 ottobre 2019  | Pan-STARRS          |
| 791435 | 2019 UX101               | 21 ottobre 2019  | Mount Lemmon Survey |
| 791436 | 2019 UZ101               | 23 ottobre 2019  | Mount Lemmon Survey |
| 791437 | 2019 UO102               | 25 ottobre 2019  | Pan-STARRS 2        |
| 791438 | 2019 UE103               | 27 ottobre 2019  | Pan-STARRS 2        |
| 791439 | 2019 UV103               | 24 ottobre 2019  | Pan-STARRS          |
| 791440 | 2019 UZ104               | 24 ottobre 2019  | Pan-STARRS          |
| 791441 | 2019 US106               | 23 ottobre 2019  | Pan-STARRS          |
| 791442 | 2019 UN107               | 23 ottobre 2019  | Mount Lemmon Survey |
| 791443 | 2019 UX113               | 20 gennaio 2012  | Mount Lemmon Survey |
| 791444 | 2019 UK114               | 24 ottobre 2019  | Mount Lemmon Survey |
| 791445 | 2019 UX114               | 28 ottobre 2019  | Pan-STARRS          |
| 791446 | 2019 UN115               | 22 ottobre 2019  | Mount Lemmon Survey |
| 791447 | 2019 UG117               | 27 marzo 2009    | P. A. Wiegert       |
| 791448 | 2019 UC119               | 24 ottobre 2019  | Pan-STARRS          |
| 791449 | 2019 UX120               | 29 ottobre 2019  | Mount Lemmon Survey |
| 791450 | 2019 UZ120               | 24 ottobre 2019  | Pan-STARRS          |
| 791451 | 2019 UB121               | 24 ottobre 2019  | Mount Lemmon Survey |
| 791452 | 2019 UE121               | 25 ottobre 2019  | Pan-STARRS          |
| 791453 | 2019 UX122               | 24 ottobre 2019  | Mount Lemmon Survey |
| 791454 | 2019 UX123               | 30 ottobre 2019  | Mount Lemmon Survey |
| 791455 | 2019 UP124               | 28 ottobre 2019  | Pan-STARRS          |
| 791456 | 2019 UM126               | 22 ottobre 2019  | Mount Lemmon Survey |
| 791457 | 2019 UB127               | 10 gennaio 2013  | Pan-STARRS          |
| 791458 | 2019 UD127               | 23 marzo 2001    | SKADS               |
| 791459 | 2019 UK128               | 20 ottobre 2019  | Mount Lemmon Survey |
| 791460 | 2019 UQ130               | 25 ottobre 2019  | Pan-STARRS          |
| 791461 | 2019 UJ151               | 31 ottobre 2019  | Pan-STARRS 2        |
| 791462 | 2019 UH154               | 26 ottobre 2019  | Mount Lemmon Survey |
| 791463 | 2019 UE161               | 23 ottobre 2019  | Mount Lemmon Survey |
| 791464 | 2019 UV161               | 22 ottobre 2019  | Mount Lemmon Survey |
| 791465 | 2019 UK162               | 28 ottobre 2019  | Pan-STARRS          |
| 791466 | 2019 UL165               | 27 ottobre 2019  | Pan-STARRS          |
| 791467 | 2019 UA166               | 24 ottobre 2019  | Mount Lemmon Survey |
| 791468 | 2019 UH167               | 3 dicembre 2015  | Mount Lemmon Survey |
| 791469 | 2019 US193               | 23 ottobre 2019  | Mount Lemmon Survey |
| 791470 | 2019 UW195               | 31 ottobre 2019  | Pan-STARRS          |
| 791471 | 2019 UT196               | 23 ottobre 2019  | Mount Lemmon Survey |
| 791472 | 2019 VT6                 | 28 novembre 2014 | Spacewatch          |
| 791473 | 2019 VT7                 | 3 aprile 2016    | Pan-STARRS          |
| 791474 | 2019 VC8                 | 2 novembre 2019  | Pan-STARRS 2        |
| 791475 | 2019 VD8                 | 28 marzo 2016    | CTIO-DECam          |
| 791476 | 2019 VF8                 | 2 novembre 2019  | Pan-STARRS 2        |
| 791477 | 2019 VQ8                 | 2 novembre 2019  | Pan-STARRS          |
| 791478 | 2019 VD19                | 2 novembre 2019  | Pan-STARRS          |
| 791479 | 2019 VO19                | 2 novembre 2019  | Pan-STARRS          |
| 791480 | 2019 VG21                | 8 ottobre 2008   | Mount Lemmon Survey |
| 791481 | 2019 VK21                | 22 novembre 2006 | Spacewatch          |
| 791482 | 2019 VO23                | 4 novembre 2019  | Mount Lemmon Survey |
| 791483 | 2019 VF24                | 2 aprile 2016    | Pan-STARRS          |
| 791484 | 2019 VD25                | 5 novembre 2019  | Mount Lemmon Survey |
| 791485 | 2019 VQ25                | 2 novembre 2019  | Pan-STARRS          |
| 791486 | 2019 VU25                | 5 novembre 2019  | Mount Lemmon Survey |
| 791487 | 2019 VV25                | 5 novembre 2019  | Mount Lemmon Survey |
| 791488 | 2019 VM28                | 1 marzo 2011     | Mount Lemmon Survey |
| 791489 | 2019 VB29                | 5 novembre 2019  | Mount Lemmon Survey |
| 791490 | 2019 VN29                | 5 novembre 2019  | Mount Lemmon Survey |
| 791491 | 2019 VQ29                | 29 dicembre 2014 | Pan-STARRS          |
| 791492 | 2019 VT29                | 2 novembre 2019  | Pan-STARRS          |
| 791493 | 2019 VV29                | 4 novembre 2019  | Pan-STARRS          |
| 791494 | 2019 VV30                | 2 novembre 2019  | Pan-STARRS          |
| 791495 | 2019 VB31                | 30 gennaio 2012  | Spacewatch          |
| 791496 | 2019 VC31                | 5 novembre 2019  | Mount Lemmon Survey |
| 791497 | 2019 VS31                | 2 novembre 2019  | Pan-STARRS          |
| 791498 | 2019 VX32                | 5 novembre 2019  | Mount Lemmon Survey |
| 791499 | 2019 VQ33                | 3 novembre 2019  | Pan-STARRS          |
| 791500 | 2019 VW33                | 5 novembre 2019  | Mount Lemmon Survey |

## 791501–791600
| Nome   | Designazione provvisoria | Data di scoperta | Scopritore          |
| ------ | ------------------------ | ---------------- | ------------------- |
| 791501 | 2019 VL34                | 13 agosto 2018   | Pan-STARRS          |
| 791502 | 2019 VM34                | 2 novembre 2019  | Pan-STARRS          |
| 791503 | 2019 VZ37                | 5 novembre 2019  | Mount Lemmon Survey |
| 791504 | 2019 VA38                | 5 novembre 2019  | Mount Lemmon Survey |
| 791505 | 2019 VB43                | 2 novembre 2019  | Pan-STARRS          |
| 791506 | 2019 VP43                | 19 dicembre 2015 | Mount Lemmon Survey |
| 791507 | 2019 WJ1                 | 22 marzo 2015    | Pan-STARRS          |
| 791508 | 2019 WR7                 | 27 novembre 2019 | Pan-STARRS          |
| 791509 | 2019 WX7                 | 27 novembre 2019 | Pan-STARRS 2        |
| 791510 | 2019 WG8                 | 29 novembre 2019 | Pan-STARRS          |
| 791511 | 2019 WJ10                | 29 novembre 2019 | Pan-STARRS          |
| 791512 | 2019 WN11                | 19 novembre 2019 | Mount Lemmon Survey |
| 791513 | 2019 WV11                | 26 novembre 2019 | Pan-STARRS          |
| 791514 | 2019 WD13                | 14 novembre 2010 | Mount Lemmon Survey |
| 791515 | 2019 WU13                | 3 ottobre 2013   | Spacewatch          |
| 791516 | 2019 WG16                | 19 novembre 2019 | Mount Lemmon Survey |
| 791517 | 2019 WF18                | 28 novembre 2019 | Pan-STARRS 2        |
| 791518 | 2019 WO18                | 26 novembre 2019 | Pan-STARRS          |
| 791519 | 2019 WQ18                | 24 novembre 2019 | Mount Lemmon Survey |
| 791520 | 2019 WD19                | 6 febbraio 2016  | Mount Lemmon Survey |
| 791521 | 2019 WW20                | 29 marzo 2016    | CTIO-DECam          |
| 791522 | 2019 WP21                | 17 maggio 2010   | WISE                |
| 791523 | 2019 WA22                | 26 novembre 2019 | Pan-STARRS          |
| 791524 | 2019 WN22                | 19 novembre 2019 | Mount Lemmon Survey |
| 791525 | 2019 WK23                | 3 settembre 2013 | Pan-STARRS          |
| 791526 | 2019 WF30                | 26 novembre 2019 | Pan-STARRS          |
| 791527 | 2019 WB40                | 19 novembre 2019 | Mount Lemmon Survey |
| 791528 | 2019 XN4                 | 3 dicembre 2019  | Pan-STARRS          |
| 791529 | 2019 XO4                 | 3 dicembre 2019  | Pan-STARRS          |
| 791530 | 2019 XT4                 | 7 dicembre 2019  | Mount Lemmon Survey |
| 791531 | 2019 XE5                 | 4 dicembre 2019  | Pan-STARRS          |
| 791532 | 2019 XF5                 | 9 dicembre 2019  | Pan-STARRS 2        |
| 791533 | 2019 XR9                 | 6 dicembre 2019  | Mount Lemmon Survey |
| 791534 | 2019 XK10                | 6 dicembre 2019  | Mount Lemmon Survey |
| 791535 | 2019 XW10                | 3 dicembre 2019  | Mount Lemmon Survey |
| 791536 | 2019 XU11                | 26 aprile 2010   | WISE                |
| 791537 | 2019 XJ12                | 22 novembre 2014 | Pan-STARRS          |
| 791538 | 2019 XA13                | 6 dicembre 2019  | Mount Lemmon Survey |
| 791539 | 2019 XQ13                | 1 maggio 2016    | CTIO-DECam          |
| 791540 | 2019 XR13                | 6 dicembre 2019  | Mount Lemmon Survey |
| 791541 | 2019 XV13                | 3 dicembre 2019  | Pan-STARRS          |
| 791542 | 2019 XH14                | 6 dicembre 2019  | Mount Lemmon Survey |
| 791543 | 2019 XC15                | 30 novembre 2008 | Spacewatch          |
| 791544 | 2019 XF15                | 5 agosto 2018    | Pan-STARRS          |
| 791545 | 2019 XE17                | 6 dicembre 2019  | Mount Lemmon Survey |
| 791546 | 2019 XY17                | 2 dicembre 2019  | Mount Lemmon Survey |
| 791547 | 2019 XZ18                | 2 dicembre 2019  | Mount Lemmon Survey |
| 791548 | 2019 XM19                | 2 dicembre 2019  | Mount Lemmon Survey |
| 791549 | 2019 XZ20                | 15 agosto 2013   | Pan-STARRS          |
| 791550 | 2019 YY7                 | 28 dicembre 2019 | Pan-STARRS          |
| 791551 | 2019 YC8                 | 30 dicembre 2019 | Pan-STARRS          |
| 791552 | 2019 YF8                 | 6 marzo 2016     | Pan-STARRS          |
| 791553 | 2019 YL8                 | 28 dicembre 2019 | Pan-STARRS          |
| 791554 | 2019 YW8                 | 28 dicembre 2019 | Pan-STARRS          |
| 791555 | 2019 YN10                | 24 dicembre 2019 | Pan-STARRS 2        |
| 791556 | 2019 YQ10                | 28 dicembre 2019 | Pan-STARRS          |
| 791557 | 2019 YU10                | 24 dicembre 2019 | Pan-STARRS          |
| 791558 | 2019 YW10                | 28 dicembre 2019 | Pan-STARRS          |
| 791559 | 2019 YX10                | 28 dicembre 2019 | Pan-STARRS          |
| 791560 | 2019 YA13                | 6 novembre 2013  | Pan-STARRS          |
| 791561 | 2019 YQ14                | 28 dicembre 2019 | Pan-STARRS          |
| 791562 | 2019 YW16                | 29 marzo 2016    | CTIO-DECam          |
| 791563 | 2019 YA19                | 30 dicembre 2019 | Bok NEO Survey      |
| 791564 | 2019 YE19                | 30 dicembre 2019 | Bok NEO Survey      |
| 791565 | 2019 YX20                | 26 novembre 2014 | Pan-STARRS          |
| 791566 | 2019 YV22                | 30 dicembre 2019 | Pan-STARRS          |
| 791567 | 2019 YB27                | 20 dicembre 2019 | Mount Lemmon Survey |
| 791568 | 2019 YF28                | 22 dicembre 2008 | Spacewatch          |
| 791569 | 2019 YM35                | 28 dicembre 2019 | Pan-STARRS          |
| 791570 | 2019 YV36                | 30 dicembre 2019 | Bok NEO Survey      |
| 791571 | 2019 YW36                | 30 dicembre 2019 | Pan-STARRS          |
| 791572 | 2019 YG37                | 31 dicembre 2019 | Pan-STARRS          |
| 791573 | 2019 YP37                | 18 gennaio 2015  | Mount Lemmon Survey |
| 791574 | 2019 YT37                | 16 marzo 2015    | Mount Lemmon Survey |
| 791575 | 2019 YU37                | 30 dicembre 2019 | Bok NEO Survey      |
| 791576 | 2019 YZ38                | 20 dicembre 2019 | Mount Lemmon Survey |
| 791577 | 2019 YE39                | 19 dicembre 2019 | Mount Lemmon Survey |
| 791578 | 2019 YE41                | 24 dicembre 2019 | Pan-STARRS          |
| 791579 | 2019 YM41                | 3 novembre 2018  | Mount Lemmon Survey |
| 791580 | 2019 YW42                | 24 dicembre 2019 | Pan-STARRS          |
| 791581 | 2019 YZ42                | 30 dicembre 2019 | Bok NEO Survey      |
| 791582 | 2019 YY48                | 28 dicembre 2019 | Pan-STARRS          |
| 791583 | 2019 YT50                | 21 gennaio 2015  | Pan-STARRS          |
| 791584 | 2019 YL51                | 20 dicembre 2019 | Mount Lemmon Survey |
| 791585 | 2019 YK54                | 25 gennaio 2015  | Pan-STARRS          |
| 791586 | 2019 YO56                | 26 gennaio 2015  | Pan-STARRS          |
| 791587 | 2020 AD3                 | 7 gennaio 2020   | CSS                 |
| 791588 | 2020 AK4                 | 2 gennaio 2020   | Pan-STARRS          |
| 791589 | 2020 AQ4                 | 1 gennaio 2020   | Pan-STARRS          |
| 791590 | 2020 AR4                 | 1 gennaio 2020   | Pan-STARRS          |
| 791591 | 2020 AD5                 | 13 luglio 2015   | Pan-STARRS          |
| 791592 | 2020 AH5                 | 2 gennaio 2020   | Pan-STARRS          |
| 791593 | 2020 AW5                 | 6 gennaio 2020   | Mount Lemmon Survey |
| 791594 | 2020 AC6                 | 17 aprile 2015   | CTIO-DECam          |
| 791595 | 2020 AD6                 | 13 agosto 2012   | Pan-STARRS          |
| 791596 | 2020 AH6                 | 1 gennaio 2020   | Pan-STARRS          |
| 791597 | 2020 AV10                | 14 aprile 2016   | Pan-STARRS          |
| 791598 | 2020 AB11                | 25 aprile 2015   | Pan-STARRS          |
| 791599 | 2020 AK21                | 3 gennaio 2020   | Mount Lemmon Survey |
| 791600 | 2020 AC22                | 1 gennaio 2020   | Pan-STARRS          |

## 791601–791700
| Nome   | Designazione provvisoria | Data di scoperta  | Scopritore          |
| ------ | ------------------------ | ----------------- | ------------------- |
| 791601 | 2020 AX26                | 1 gennaio 2020    | Pan-STARRS          |
| 791602 | 2020 AO27                | 3 gennaio 2020    | Mount Lemmon Survey |
| 791603 | 2020 BE17                | 21 marzo 2015     | Pan-STARRS          |
| 791604 | 2020 BN17                | 1 novembre 2018   | Pan-STARRS 2        |
| 791605 | 2020 BP17                | 24 gennaio 2020   | Mount Lemmon Survey |
| 791606 | 2020 BQ17                | 23 gennaio 2020   | Pan-STARRS          |
| 791607 | 2020 BS17                | 14 aprile 2016    | Mount Lemmon Survey |
| 791608 | 2020 BU17                | 1 maggio 2016     | Pan-STARRS          |
| 791609 | 2020 BC18                | 23 gennaio 2020   | Pan-STARRS          |
| 791610 | 2020 BF18                | 24 gennaio 2020   | Mount Lemmon Survey |
| 791611 | 2020 BK18                | 20 gennaio 2020   | Pan-STARRS          |
| 791612 | 2020 BR18                | 23 gennaio 2020   | Pan-STARRS          |
| 791613 | 2020 BW18                | 25 gennaio 2020   | Pan-STARRS          |
| 791614 | 2020 BP19                | 21 gennaio 2020   | Pan-STARRS          |
| 791615 | 2020 BY19                | 23 gennaio 2020   | Pan-STARRS 2        |
| 791616 | 2020 BW20                | 23 gennaio 2020   | Pan-STARRS          |
| 791617 | 2020 BH21                | 25 gennaio 2020   | Mount Lemmon Survey |
| 791618 | 2020 BL21                | 25 gennaio 2020   | Pan-STARRS          |
| 791619 | 2020 BN21                | 18 maggio 2015    | Pan-STARRS          |
| 791620 | 2020 BQ21                | 30 gennaio 2020   | Pan-STARRS          |
| 791621 | 2020 BS21                | 23 gennaio 2020   | Pan-STARRS 2        |
| 791622 | 2020 BY21                | 23 gennaio 2020   | Pan-STARRS          |
| 791623 | 2020 BN23                | 28 marzo 2015     | Pan-STARRS          |
| 791624 | 2020 BY28                | 15 novembre 2007  | Mount Lemmon Survey |
| 791625 | 2020 BG30                | 31 dicembre 2008  | Spacewatch          |
| 791626 | 2020 BS30                | 21 gennaio 2020   | Pan-STARRS 2        |
| 791627 | 2020 BZ30                | 10 ottobre 2018   | Mount Lemmon Survey |
| 791628 | 2020 BH32                | 15 febbraio 2016  | Pan-STARRS          |
| 791629 | 2020 BL35                | 24 febbraio 2015  | Pan-STARRS          |
| 791630 | 2020 BF38                | 23 gennaio 2020   | Pan-STARRS          |
| 791631 | 2020 BS41                | 20 gennaio 2015   | Pan-STARRS          |
| 791632 | 2020 BT43                | 22 gennaio 2015   | Pan-STARRS          |
| 791633 | 2020 BX45                | 17 gennaio 2015   | Mount Lemmon Survey |
| 791634 | 2020 BG46                | 25 marzo 2015     | Pan-STARRS          |
| 791635 | 2020 BR46                | 21 gennaio 2020   | Pan-STARRS 2        |
| 791636 | 2020 BU47                | 23 gennaio 2020   | Mount Lemmon Survey |
| 791637 | 2020 BM49                | 18 gennaio 2020   | Pan-STARRS          |
| 791638 | 2020 BN55                | 21 gennaio 2020   | Pan-STARRS          |
| 791639 | 2020 BY56                | 2 novembre 2018   | Pan-STARRS 2        |
| 791640 | 2020 BD57                | 19 settembre 2018 | Pan-STARRS 2        |
| 791641 | 2020 BF57                | 10 gennaio 2006   | Mount Lemmon Survey |
| 791642 | 2020 BL61                | 23 gennaio 2020   | Pan-STARRS          |
| 791643 | 2020 BN61                | 23 gennaio 2020   | Pan-STARRS          |
| 791644 | 2020 BP61                | 23 gennaio 2020   | Pan-STARRS          |
| 791645 | 2020 BQ62                | 27 gennaio 2020   | Pan-STARRS          |
| 791646 | 2020 BA63                | 23 gennaio 2020   | Pan-STARRS          |
| 791647 | 2020 BM63                | 29 gennaio 2020   | Pan-STARRS 2        |
| 791648 | 2020 BS63                | 20 marzo 1999     | SDSS                |
| 791649 | 2020 BS65                | 25 gennaio 2020   | Pan-STARRS 2        |
| 791650 | 2020 BL66                | 27 agosto 2009    | Spacewatch          |
| 791651 | 2020 BO67                | 28 aprile 2017    | Pan-STARRS          |
| 791652 | 2020 BW67                | 21 gennaio 2020   | Pan-STARRS          |
| 791653 | 2020 BJ68                | 19 gennaio 2020   | Pan-STARRS          |
| 791654 | 2020 BB69                | 24 gennaio 2011   | Mount Lemmon Survey |
| 791655 | 2020 BF69                | 25 ottobre 2013   | Pan-STARRS          |
| 791656 | 2020 BO70                | 25 novembre 2009  | Spacewatch          |
| 791657 | 2020 BT71                | 4 ottobre 2018    | Pan-STARRS 2        |
| 791658 | 2020 BY71                | 18 gennaio 2020   | Mount Lemmon Survey |
| 791659 | 2020 BC72                | 23 gennaio 2020   | Pan-STARRS          |
| 791660 | 2020 BJ72                | 15 ottobre 2018   | Pan-STARRS 2        |
| 791661 | 2020 BB73                | 1 agosto 2017     | Pan-STARRS          |
| 791662 | 2020 BC73                | 21 gennaio 2020   | Pan-STARRS          |
| 791663 | 2020 BN74                | 16 ottobre 2018   | Pan-STARRS 2        |
| 791664 | 2020 BD75                | 7 febbraio 2015   | Mount Lemmon Survey |
| 791665 | 2020 BJ76                | 19 gennaio 2020   | Mount Lemmon Survey |
| 791666 | 2020 BT76                | 20 gennaio 2020   | Pan-STARRS          |
| 791667 | 2020 BU76                | 21 gennaio 2020   | Pan-STARRS 2        |
| 791668 | 2020 BZ76                | 23 gennaio 2020   | Pan-STARRS          |
| 791669 | 2020 BB77                | 23 gennaio 2020   | Mount Lemmon Survey |
| 791670 | 2020 BG77                | 24 gennaio 2020   | Mount Lemmon Survey |
| 791671 | 2020 BV77                | 19 gennaio 2020   | Pan-STARRS          |
| 791672 | 2020 BX77                | 23 gennaio 2020   | Pan-STARRS          |
| 791673 | 2020 BD78                | 26 gennaio 2020   | Pan-STARRS          |
| 791674 | 2020 BL78                | 23 gennaio 2020   | Pan-STARRS          |
| 791675 | 2020 BG79                | 10 novembre 2013  | Mount Lemmon Survey |
| 791676 | 2020 BZ79                | 13 aprile 2016    | Mount Lemmon Survey |
| 791677 | 2020 BB80                | 22 gennaio 2015   | Pan-STARRS          |
| 791678 | 2020 BD80                | 26 gennaio 2020   | Pan-STARRS          |
| 791679 | 2020 BW80                | 4 agosto 2013     | Pan-STARRS          |
| 791680 | 2020 BE81                | 24 gennaio 2020   | Mount Lemmon Survey |
| 791681 | 2020 BH81                | 19 gennaio 2020   | Pan-STARRS          |
| 791682 | 2020 BQ81                | 24 gennaio 2020   | Pan-STARRS 2        |
| 791683 | 2020 BT81                | 25 gennaio 2020   | Mount Lemmon Survey |
| 791684 | 2020 BX81                | 24 gennaio 2020   | Pan-STARRS          |
| 791685 | 2020 BH82                | 16 febbraio 2015  | Pan-STARRS          |
| 791686 | 2020 BZ82                | 28 gennaio 2015   | Pan-STARRS          |
| 791687 | 2020 BD83                | 25 gennaio 2020   | Mount Lemmon Survey |
| 791688 | 2020 BV83                | 21 gennaio 2020   | Pan-STARRS 2        |
| 791689 | 2020 BM84                | 18 gennaio 2020   | Mount Lemmon Survey |
| 791690 | 2020 BX84                | 21 gennaio 2020   | Pan-STARRS          |
| 791691 | 2020 BD85                | 19 gennaio 2020   | Pan-STARRS          |
| 791692 | 2020 BP87                | 21 gennaio 2020   | Pan-STARRS          |
| 791693 | 2020 BX87                | 8 febbraio 2011   | Mount Lemmon Survey |
| 791694 | 2020 BS89                | 23 gennaio 2020   | Pan-STARRS          |
| 791695 | 2020 BM92                | 17 aprile 2015    | CTIO-DECam          |
| 791696 | 2020 BK93                | 24 gennaio 2020   | Mount Lemmon Survey |
| 791697 | 2020 BW93                | 23 gennaio 2020   | Pan-STARRS          |
| 791698 | 2020 BT94                | 24 gennaio 2020   | Pan-STARRS          |
| 791699 | 2020 BU94                | 16 gennaio 2015   | Pan-STARRS          |
| 791700 | 2020 BH95                | 5 aprile 2016     | Pan-STARRS          |

## 791701–791800
| Nome   | Designazione provvisoria | Data di scoperta  | Scopritore          |
| ------ | ------------------------ | ----------------- | ------------------- |
| 791701 | 2020 BK95                | 21 gennaio 2020   | Pan-STARRS          |
| 791702 | 2020 BP96                | 20 gennaio 2020   | Pan-STARRS 2        |
| 791703 | 2020 BJ98                | 27 gennaio 2015   | Pan-STARRS          |
| 791704 | 2020 BO98                | 19 gennaio 2020   | Pan-STARRS          |
| 791705 | 2020 BW98                | 23 gennaio 2020   | Pan-STARRS          |
| 791706 | 2020 BL99                | 26 gennaio 2020   | Mount Lemmon Survey |
| 791707 | 2020 BN99                | 23 gennaio 2020   | Pan-STARRS          |
| 791708 | 2020 BU100               | 25 gennaio 2020   | Mount Lemmon Survey |
| 791709 | 2020 BZ101               | 25 gennaio 2020   | Pan-STARRS          |
| 791710 | 2020 BH104               | 21 gennaio 2020   | Pan-STARRS 2        |
| 791711 | 2020 BN104               | 5 febbraio 2011   | Pan-STARRS          |
| 791712 | 2020 BV107               | 19 gennaio 2020   | Pan-STARRS          |
| 791713 | 2020 BR111               | 10 febbraio 2015  | Mount Lemmon Survey |
| 791714 | 2020 BU114               | 14 aprile 2016    | Mount Lemmon Survey |
| 791715 | 2020 BA117               | 29 dicembre 2014  | Pan-STARRS          |
| 791716 | 2020 BJ117               | 20 ottobre 2018   | Mount Lemmon Survey |
| 791717 | 2020 BD118               | 9 agosto 2013     | Spacewatch          |
| 791718 | 2020 BM118               | 21 gennaio 2020   | Pan-STARRS          |
| 791719 | 2020 BR118               | 23 gennaio 2020   | Pan-STARRS          |
| 791720 | 2020 BX118               | 21 gennaio 2020   | Pan-STARRS 2        |
| 791721 | 2020 BZ118               | 24 ottobre 2009   | Spacewatch          |
| 791722 | 2020 BO120               | 27 gennaio 2020   | Pan-STARRS          |
| 791723 | 2020 BE125               | 19 novembre 2008  | Spacewatch          |
| 791724 | 2020 BG125               | 25 agosto 2016    | Spacewatch          |
| 791725 | 2020 BB128               | 22 gennaio 2015   | Pan-STARRS          |
| 791726 | 2020 BN134               | 30 gennaio 2020   | Pan-STARRS          |
| 791727 | 2020 BX135               | 21 dicembre 2008  | Spacewatch          |
| 791728 | 2020 BB136               | 26 gennaio 2020   | Pan-STARRS          |
| 791729 | 2020 BN136               | 23 gennaio 2020   | Mount Lemmon Survey |
| 791730 | 2020 BP136               | 21 gennaio 2020   | Pan-STARRS          |
| 791731 | 2020 BR136               | 21 gennaio 2015   | Pan-STARRS          |
| 791732 | 2020 BO138               | 1 novembre 2018   | Mount Lemmon Survey |
| 791733 | 2020 BN139               | 23 gennaio 2020   | Pan-STARRS          |
| 791734 | 2020 BE140               | 21 gennaio 2020   | Pan-STARRS          |
| 791735 | 2020 BZ140               | 23 gennaio 2020   | Mount Lemmon Survey |
| 791736 | 2020 BN143               | 25 gennaio 2020   | Pan-STARRS          |
| 791737 | 2020 BO143               | 23 gennaio 2020   | Pan-STARRS          |
| 791738 | 2020 BF145               | 25 gennaio 2020   | Mount Lemmon Survey |
| 791739 | 2020 BL147               | 3 ottobre 2018    | Pan-STARRS 2        |
| 791740 | 2020 BL165               | 23 gennaio 2020   | Pan-STARRS          |
| 791741 | 2020 BK171               | 25 gennaio 2020   | Pan-STARRS          |
| 791742 | 2020 CN7                 | 15 febbraio 2020  | Mount Lemmon Survey |
| 791743 | 2020 CY7                 | 2 febbraio 2020   | Mount Lemmon Survey |
| 791744 | 2020 CG9                 | 15 febbraio 2020  | Mount Lemmon Survey |
| 791745 | 2020 CM9                 | 20 novembre 2014  | Mount Lemmon Survey |
| 791746 | 2020 DM5                 | 20 febbraio 2020  | Bok NEO Survey      |
| 791747 | 2020 DO5                 | 20 febbraio 2020  | Mount Lemmon Survey |
| 791748 | 2020 DB6                 | 17 febbraio 2020  | Mount Lemmon Survey |
| 791749 | 2020 DX7                 | 2 aprile 2006     | Spacewatch          |
| 791750 | 2020 DG8                 | 16 febbraio 2020  | Mount Lemmon Survey |
| 791751 | 2020 DT9                 | 27 febbraio 2020  | Mount Lemmon Survey |
| 791752 | 2020 DP10                | 14 settembre 2017 | Pan-STARRS          |
| 791753 | 2020 DV10                | 27 febbraio 2020  | Mount Lemmon Survey |
| 791754 | 2020 DA11                | 29 febbraio 2020  | Bok NEO Survey      |
| 791755 | 2020 DB11                | 16 febbraio 2020  | Mount Lemmon Survey |
| 791756 | 2020 DQ13                | 16 febbraio 2020  | Mount Lemmon Survey |
| 791757 | 2020 DE14                | 20 maggio 2015    | CTIO-DECam          |
| 791758 | 2020 DZ14                | 17 febbraio 2020  | Mount Lemmon Survey |
| 791759 | 2020 DS16                | 29 febbraio 2020  | Bok NEO Survey      |
| 791760 | 2020 DU16                | 1 ottobre 2017    | Mount Lemmon Survey |
| 791761 | 2020 DU18                | 27 febbraio 2020  | Mount Lemmon Survey |
| 791762 | 2020 DY18                | 27 febbraio 2020  | Mount Lemmon Survey |
| 791763 | 2020 DA19                | 28 febbraio 2020  | Bok NEO Survey      |
| 791764 | 2020 DC19                | 16 febbraio 2020  | Mount Lemmon Survey |
| 791765 | 2020 EJ1                 | 28 aprile 2003    | LONEOS              |
| 791766 | 2020 EN2                 | 5 marzo 2020      | Mount Lemmon Survey |
| 791767 | 2020 EL3                 | 2 marzo 2020      | CTIO-DECam          |
| 791768 | 2020 EY3                 | 5 marzo 2020      | Mount Lemmon Survey |
| 791769 | 2020 EG4                 | 5 marzo 2020      | Mount Lemmon Survey |
| 791770 | 2020 EJ4                 | 5 marzo 2020      | Mount Lemmon Survey |
| 791771 | 2020 FG7                 | 18 aprile 2015    | CTIO-DECam          |
| 791772 | 2020 FZ7                 | 24 ottobre 2011   | Mount Lemmon Survey |
| 791773 | 2020 FN8                 | 16 marzo 2020     | Mount Lemmon Survey |
| 791774 | 2020 FO8                 | 22 marzo 2020     | Pan-STARRS 2        |
| 791775 | 2020 FS8                 | 14 gennaio 2019   | Pan-STARRS          |
| 791776 | 2020 FV8                 | 22 marzo 2020     | Pan-STARRS          |
| 791777 | 2020 FE9                 | 11 maggio 2015    | Mount Lemmon Survey |
| 791778 | 2020 FG9                 | 21 marzo 2020     | Pan-STARRS          |
| 791779 | 2020 FL9                 | 19 marzo 2020     | PMO NEO             |
| 791780 | 2020 FX9                 | 16 marzo 2020     | Mount Lemmon Survey |
| 791781 | 2020 FG10                | 21 marzo 2020     | Pan-STARRS          |
| 791782 | 2020 FO11                | 21 marzo 2020     | Pan-STARRS          |
| 791783 | 2020 FS11                | 21 marzo 2020     | Pan-STARRS          |
| 791784 | 2020 FH12                | 21 marzo 2020     | Pan-STARRS          |
| 791785 | 2020 FQ12                | 22 settembre 2016 | Mount Lemmon Survey |
| 791786 | 2020 FL18                | 21 marzo 2020     | Pan-STARRS          |
| 791787 | 2020 FS21                | 21 marzo 2020     | Pan-STARRS 2        |
| 791788 | 2020 FK23                | 24 aprile 2014    | Pan-STARRS          |
| 791789 | 2020 FN26                | 8 agosto 2016     | Pan-STARRS          |
| 791790 | 2020 FT26                | 24 marzo 2020     | Mount Lemmon Survey |
| 791791 | 2020 FV28                | 21 maggio 2015    | CTIO-DECam          |
| 791792 | 2020 FL30                | 21 marzo 2020     | Pan-STARRS          |
| 791793 | 2020 FC31                | 25 marzo 2020     | Mount Lemmon Survey |
| 791794 | 2020 FN32                | 16 marzo 2020     | Mount Lemmon Survey |
| 791795 | 2020 FE33                | 22 marzo 2020     | Pan-STARRS 2        |
| 791796 | 2020 FM34                | 20 giugno 2015    | Pan-STARRS          |
| 791797 | 2020 FX34                | 13 gennaio 2015   | Pan-STARRS          |
| 791798 | 2020 FU35                | 25 marzo 2020     | Mount Lemmon Survey |
| 791799 | 2020 FY43                | 24 marzo 2020     | Pan-STARRS          |
| 791800 | 2020 FZ43                | 24 marzo 2020     | Mount Lemmon Survey |

## 791801–791900
| Nome   | Designazione provvisoria | Data di scoperta  | Scopritore          |
| ------ | ------------------------ | ----------------- | ------------------- |
| 791801 | 2020 FE45                | 16 marzo 2020     | CTIO-DECam          |
| 791802 | 2020 GJ4                 | 3 aprile 2020     | Mount Lemmon Survey |
| 791803 | 2020 GQ4                 | 2 aprile 2020     | Pan-STARRS 2        |
| 791804 | 2020 GR4                 | 18 aprile 2015    | CTIO-DECam          |
| 791805 | 2020 GG6                 | 13 maggio 2004    | Spacewatch          |
| 791806 | 2020 GE8                 | 3 aprile 2020     | Mount Lemmon Survey |
| 791807 | 2020 GN9                 | 2 aprile 2020     | Mount Lemmon Survey |
| 791808 | 2020 GW12                | 3 aprile 2020     | Mount Lemmon Survey |
| 791809 | 2020 GJ17                | 15 aprile 2020    | Mount Lemmon Survey |
| 791810 | 2020 GP19                | 20 maggio 2015    | CTIO-DECam          |
| 791811 | 2020 GB23                | 24 ottobre 2011   | Pan-STARRS          |
| 791812 | 2020 GW23                | 3 aprile 2020     | Mount Lemmon Survey |
| 791813 | 2020 GG26                | 9 ottobre 2012    | Pan-STARRS          |
| 791814 | 2020 GH27                | 2 aprile 2020     | Mount Lemmon Survey |
| 791815 | 2020 GY28                | 24 maggio 2015    | Pan-STARRS          |
| 791816 | 2020 GM29                | 20 gennaio 2015   | Pan-STARRS          |
| 791817 | 2020 GK30                | 11 ottobre 2012   | Pan-STARRS          |
| 791818 | 2020 GB31                | 2 aprile 2020     | Mount Lemmon Survey |
| 791819 | 2020 GH32                | 2 aprile 2020     | Mount Lemmon Survey |
| 791820 | 2020 GH33                | 31 marzo 2003     | Spacewatch          |
| 791821 | 2020 HP11                | 16 aprile 2020    | Mount Lemmon Survey |
| 791822 | 2020 HB12                | 16 aprile 2020    | Mount Lemmon Survey |
| 791823 | 2020 HD12                | 24 maggio 2015    | Pan-STARRS          |
| 791824 | 2020 HM14                | 24 aprile 2020    | Mount Lemmon Survey |
| 791825 | 2020 HC15                | 19 luglio 2015    | Pan-STARRS          |
| 791826 | 2020 HG17                | 10 marzo 2014     | Mount Lemmon Survey |
| 791827 | 2020 HM17                | 27 marzo 2009     | Mount Lemmon Survey |
| 791828 | 2020 HP19                | 31 dicembre 2018  | Pan-STARRS          |
| 791829 | 2020 HU22                | 26 febbraio 2014  | Pan-STARRS          |
| 791830 | 2020 HF23                | 31 dicembre 2018  | Pan-STARRS          |
| 791831 | 2020 HS23                | 8 aprile 2014     | Mount Lemmon Survey |
| 791832 | 2020 HV23                | 21 aprile 2020    | Pan-STARRS          |
| 791833 | 2020 HB28                | 26 marzo 2014     | Mount Lemmon Survey |
| 791834 | 2020 HU28                | 16 aprile 2020    | Mount Lemmon Survey |
| 791835 | 2020 HB30                | 28 novembre 2013  | Spacewatch          |
| 791836 | 2020 HJ30                | 31 dicembre 2018  | Pan-STARRS          |
| 791837 | 2020 HR34                | 25 aprile 2014    | Mount Lemmon Survey |
| 791838 | 2020 HW34                | 16 aprile 2020    | Mount Lemmon Survey |
| 791839 | 2020 HC35                | 16 aprile 2020    | Mount Lemmon Survey |
| 791840 | 2020 HM36                | 11 marzo 2014     | Mount Lemmon Survey |
| 791841 | 2020 HD38                | 21 aprile 2020    | Pan-STARRS          |
| 791842 | 2020 HJ38                | 21 aprile 2020    | Pan-STARRS 2        |
| 791843 | 2020 HS38                | 21 aprile 2020    | Pan-STARRS          |
| 791844 | 2020 HG39                | 15 maggio 2015    | Pan-STARRS          |
| 791845 | 2020 HM42                | 30 gennaio 2017   | Mount Lemmon Survey |
| 791846 | 2020 HQ44                | 29 aprile 2009    | Spacewatch          |
| 791847 | 2020 HF46                | 16 aprile 2020    | Mount Lemmon Survey |
| 791848 | 2020 HW53                | 21 aprile 2020    | Pan-STARRS          |
| 791849 | 2020 HC57                | 31 marzo 2009     | Mount Lemmon Survey |
| 791850 | 2020 HB66                | 21 aprile 2020    | Pan-STARRS 2        |
| 791851 | 2020 HG66                | 22 aprile 2020    | Mount Lemmon Survey |
| 791852 | 2020 HS66                | 3 gennaio 2019    | Pan-STARRS          |
| 791853 | 2020 HA67                | 22 aprile 2020    | Pan-STARRS          |
| 791854 | 2020 HE67                | 22 aprile 2020    | Pan-STARRS          |
| 791855 | 2020 HG67                | 22 aprile 2020    | Pan-STARRS          |
| 791856 | 2020 HO67                | 27 aprile 2020    | Pan-STARRS          |
| 791857 | 2020 HT67                | 27 aprile 2020    | Pan-STARRS 2        |
| 791858 | 2020 HT72                | 28 agosto 2005    | Spacewatch          |
| 791859 | 2020 HX75                | 12 novembre 2006  | Mount Lemmon Survey |
| 791860 | 2020 HE81                | 18 aprile 2020    | Pan-STARRS 2        |
| 791861 | 2020 HA82                | 27 ottobre 2017   | Mount Lemmon Survey |
| 791862 | 2020 HE83                | 5 ottobre 2013    | Mount Lemmon Survey |
| 791863 | 2020 HM84                | 16 aprile 2020    | Mount Lemmon Survey |
| 791864 | 2020 HL88                | 21 aprile 2020    | Pan-STARRS 2        |
| 791865 | 2020 HN91                | 10 aprile 2015    | Mount Lemmon Survey |
| 791866 | 2020 HQ91                | 21 aprile 2020    | Pan-STARRS 2        |
| 791867 | 2020 HC94                | 18 aprile 2015    | CTIO-DECam          |
| 791868 | 2020 HR98                | 27 aprile 2020    | Mount Lemmon Survey |
| 791869 | 2020 HD99                | 16 aprile 2020    | Mount Lemmon Survey |
| 791870 | 2020 HE99                | 22 aprile 2020    | Pan-STARRS          |
| 791871 | 2020 HV109               | 7 settembre 2008  | Mount Lemmon Survey |
| 791872 | 2020 HD111               | 15 ottobre 2017   | Mount Lemmon Survey |
| 791873 | 2020 HS112               | 16 aprile 2020    | Mount Lemmon Survey |
| 791874 | 2020 HV112               | 16 aprile 2020    | Mount Lemmon Survey |
| 791875 | 2020 HA114               | 22 aprile 2009    | Mount Lemmon Survey |
| 791876 | 2020 HQ114               | 22 aprile 2020    | Pan-STARRS          |
| 791877 | 2020 HR114               | 22 aprile 2020    | Pan-STARRS          |
| 791878 | 2020 HH116               | 19 aprile 2020    | Pan-STARRS          |
| 791879 | 2020 HD117               | 16 aprile 2020    | Mount Lemmon Survey |
| 791880 | 2020 HY117               | 27 aprile 2020    | Pan-STARRS          |
| 791881 | 2020 HW118               | 21 aprile 2020    | Pan-STARRS 2        |
| 791882 | 2020 HQ119               | 19 settembre 2017 | Pan-STARRS          |
| 791883 | 2020 HT122               | 28 aprile 2020    | Pan-STARRS          |
| 791884 | 2020 HT125               | 25 aprile 2014    | CTIO-DECam          |
| 791885 | 2020 HT138               | 10 novembre 2017  | Pan-STARRS          |
| 791886 | 2020 HU141               | 20 aprile 2020    | Pan-STARRS          |
| 791887 | 2020 HJ144               | 21 aprile 2020    | Pan-STARRS 2        |
| 791888 | 2020 HM146               | 19 aprile 2020    | Pan-STARRS          |
| 791889 | 2020 HP150               | 20 aprile 2020    | Pan-STARRS          |
| 791890 | 2020 HT154               | 2 ottobre 2005    | Mount Lemmon Survey |
| 791891 | 2020 HO160               | 13 dicembre 2018  | Pan-STARRS          |
| 791892 | 2020 HP162               | 13 febbraio 2008  | Mount Lemmon Survey |
| 791893 | 2020 HU162               | 27 aprile 2020    | Pan-STARRS          |
| 791894 | 2020 HJ165               | 17 aprile 2020    | Pan-STARRS          |
| 791895 | 2020 HQ166               | 3 marzo 2014      | CTIO-DECam          |
| 791896 | 2020 HM167               | 24 aprile 2020    | Mount Lemmon Survey |
| 791897 | 2020 HQ169               | 19 aprile 2020    | Pan-STARRS          |
| 791898 | 2020 HD179               | 28 aprile 2020    | Pan-STARRS          |
| 791899 | 2020 HH179               | 1 settembre 2013  | Mount Lemmon Survey |
| 791900 | 2020 HE180               | 19 aprile 2020    | Pan-STARRS          |

## 791901–792000
| Nome   | Designazione provvisoria | Data di scoperta  | Scopritore          |
| ------ | ------------------------ | ----------------- | ------------------- |
| 791901 | 2020 HP180               | 19 aprile 2020    | Pan-STARRS          |
| 791902 | 2020 HH184               | 22 marzo 2014     | CSS                 |
| 791903 | 2020 HO185               | 20 aprile 2020    | Pan-STARRS 2        |
| 791904 | 2020 JS5                 | 2 maggio 2020     | Mount Lemmon Survey |
| 791905 | 2020 JK18                | 29 maggio 2010    | WISE                |
| 791906 | 2020 JR18                | 27 giugno 2015    | Pan-STARRS          |
| 791907 | 2020 JV20                | 15 maggio 2020    | Pan-STARRS          |
| 791908 | 2020 JB22                | 15 maggio 2020    | Pan-STARRS          |
| 791909 | 2020 JT31                | 21 maggio 2015    | Pan-STARRS          |
| 791910 | 2020 JT32                | 15 maggio 2020    | Pan-STARRS          |
| 791911 | 2020 JY35                | 1 maggio 2020     | Pan-STARRS          |
| 791912 | 2020 JC36                | 28 febbraio 2008  | Mount Lemmon Survey |
| 791913 | 2020 JE36                | 14 maggio 2020    | Pan-STARRS          |
| 791914 | 2020 JH45                | 14 agosto 2016    | Pan-STARRS          |
| 791915 | 2020 JK45                | 25 ottobre 2016   | Pan-STARRS          |
| 791916 | 2020 JM45                | 15 maggio 2020    | Pan-STARRS          |
| 791917 | 2020 JR45                | 20 ottobre 2006   | DES                 |
| 791918 | 2020 JU45                | 28 marzo 2014     | Mount Lemmon Survey |
| 791919 | 2020 JC46                | 23 maggio 2014    | Pan-STARRS          |
| 791920 | 2020 JL50                | 15 maggio 2020    | Pan-STARRS          |
| 791921 | 2020 KY9                 | 7 gennaio 2019    | Pan-STARRS          |
| 791922 | 2020 KK10                | 24 maggio 2020    | Pan-STARRS 2        |
| 791923 | 2020 KF14                | 23 dicembre 2017  | Pan-STARRS          |
| 791924 | 2020 KY34                | 28 maggio 2020    | Pan-STARRS          |
| 791925 | 2020 KZ36                | 20 maggio 2020    | Pan-STARRS          |
| 791926 | 2020 KG37                | 11 settembre 2010 | Mount Lemmon Survey |
| 791927 | 2020 KN37                | 20 maggio 2020    | Pan-STARRS 2        |
| 791928 | 2020 KR37                | 7 aprile 2014     | Mount Lemmon Survey |
| 791929 | 2020 KR45                | 20 maggio 2020    | Pan-STARRS          |
| 791930 | 2020 KD51                | 21 maggio 2020    | Pan-STARRS          |
| 791931 | 2020 KW61                | 20 maggio 2020    | Pan-STARRS          |
| 791932 | 2020 LS13                | 12 ottobre 2010   | Mount Lemmon Survey |
| 791933 | 2020 LX13                | 20 maggio 2014    | Pan-STARRS          |
| 791934 | 2020 MQ27                | 28 giugno 2020    | Pan-STARRS          |
| 791935 | 2020 MX36                | 17 marzo 2015     | Mount Lemmon Survey |
| 791936 | 2020 MG41                | 20 maggio 2015    | CTIO-DECam          |
| 791937 | 2020 MR43                | 17 giugno 2020    | Pan-STARRS          |
| 791938 | 2020 MB45                | 22 giugno 2020    | Pan-STARRS          |
| 791939 | 2020 MX46                | 28 giugno 2020    | Pan-STARRS          |
| 791940 | 2020 NU6                 | 11 settembre 2010 | Mount Lemmon Survey |
| 791941 | 2020 OU6                 | 25 luglio 2020    | Pan-STARRS          |
| 791942 | 2020 OQ7                 | 18 luglio 2020    | Pan-STARRS          |
| 791943 | 2020 OS12                | 18 luglio 2020    | Pan-STARRS          |
| 791944 | 2020 OB13                | 16 luglio 2020    | Pan-STARRS          |
| 791945 | 2020 OM25                | 12 ottobre 2007   | Mount Lemmon Survey |
| 791946 | 2020 ON34                | 29 aprile 2014    | CTIO-DECam          |
| 791947 | 2020 OP35                | 10 gennaio 2008   | P. A. Wiegert       |
| 791948 | 2020 OB65                | 30 luglio 2020    | Pan-STARRS          |
| 791949 | 2020 OA66                | 30 luglio 2020    | Pan-STARRS          |
| 791950 | 2020 OX79                | 17 luglio 2020    | Pan-STARRS          |
| 791951 | 2020 OJ80                | 20 settembre 2011 | Mount Lemmon Survey |
| 791952 | 2020 OL80                | 30 luglio 2020    | Mount Lemmon Survey |
| 791953 | 2020 OQ86                | 1 maggio 2016     | CTIO-DECam          |
| 791954 | 2020 OL100               | 29 luglio 2020    | Pan-STARRS          |
| 791955 | 2020 OF102               | 31 luglio 2020    | Pan-STARRS          |
| 791956 | 2020 ON108               | 30 luglio 2020    | Pan-STARRS          |
| 791957 | 2020 OU129               | 1 dicembre 2011   | Pan-STARRS          |
| 791958 | 2020 PZ8                 | 7 maggio 2019     | Pan-STARRS          |
| 791959 | 2020 PX16                | 14 agosto 2020    | Pan-STARRS          |
| 791960 | 2020 PQ21                | 13 agosto 2020    | Pan-STARRS          |
| 791961 | 2020 PT22                | 14 agosto 2020    | Pan-STARRS 2        |
| 791962 | 2020 PF50                | 13 agosto 2020    | Pan-STARRS          |
| 791963 | 2020 PL53                | 14 agosto 2020    | Pan-STARRS          |
| 791964 | 2020 PX53                | 27 ottobre 2009   | Mount Lemmon Survey |
| 791965 | 2020 PA54                | 14 agosto 2020    | Pan-STARRS          |
| 791966 | 2020 PO54                | 23 dicembre 2012  | Pan-STARRS          |
| 791967 | 2020 PB55                | 18 aprile 2015    | CTIO-DECam          |
| 791968 | 2020 PU55                | 7 settembre 2008  | Mount Lemmon Survey |
| 791969 | 2020 PN56                | 14 agosto 2020    | Pan-STARRS          |
| 791970 | 2020 PK63                | 14 agosto 2020    | Pan-STARRS          |
| 791971 | 2020 PL65                | 12 agosto 2020    | Pan-STARRS          |
| 791972 | 2020 PJ70                | 16 febbraio 2015  | Pan-STARRS          |
| 791973 | 2020 PF74                | 25 luglio 2019    | Pan-STARRS          |
| 791974 | 2020 PH75                | 15 agosto 2020    | Pan-STARRS          |
| 791975 | 2020 PM75                | 13 agosto 2020    | Pan-STARRS          |
| 791976 | 2020 PH76                | 24 giugno 2014    | Pan-STARRS          |
| 791977 | 2020 PD81                | 14 agosto 2020    | Pan-STARRS          |
| 791978 | 2020 PA82                | 27 febbraio 2014  | Mount Lemmon Survey |
| 791979 | 2020 PM87                | 14 agosto 2020    | Pan-STARRS          |
| 791980 | 2020 PQ92                | 14 agosto 2020    | Pan-STARRS          |
| 791981 | 2020 PJ94                | 2 novembre 2010   | Mount Lemmon Survey |
| 791982 | 2020 PY111               | 13 agosto 2020    | Pan-STARRS          |
| 791983 | 2020 QP6                 | 26 agosto 2020    | Mount Lemmon Survey |
| 791984 | 2020 QM9                 | 4 settembre 2014  | Pan-STARRS          |
| 791985 | 2020 QL17                | 18 agosto 2020    | Pan-STARRS          |
| 791986 | 2020 QE37                | 18 agosto 2020    | Pan-STARRS          |
| 791987 | 2020 QU37                | 9 giugno 2019     | Pan-STARRS          |
| 791988 | 2020 QQ50                | 23 agosto 2020    | Pan-STARRS          |
| 791989 | 2020 QL51                | 23 agosto 2020    | Pan-STARRS          |
| 791990 | 2020 QN52                | 16 agosto 2020    | Pan-STARRS 2        |
| 791991 | 2020 QQ65                | 1 maggio 2016     | CTIO-DECam          |
| 791992 | 2020 QG67                | 18 aprile 2015    | CTIO-DECam          |
| 791993 | 2020 QJ70                | 18 aprile 2015    | CTIO-DECam          |
| 791994 | 2020 QC75                | 13 ottobre 2010   | Mount Lemmon Survey |
| 791995 | 2020 QV75                | 18 agosto 2020    | Pan-STARRS          |
| 791996 | 2020 QA76                | 19 agosto 2020    | Pan-STARRS          |
| 791997 | 2020 QC77                | 1 maggio 2016     | CTIO-DECam          |
| 791998 | 2020 QJ77                | 28 febbraio 2014  | Pan-STARRS          |
| 791999 | 2020 QF84                | 19 agosto 2020    | Pan-STARRS          |
| 792000 | 2020 QO84                | 23 agosto 2020    | Pan-STARRS          |